# There She Is!!
There She Is!! (en coréen : 떳다 그녀!!) est une série d'animations en Flash produite par une équipe de trois auteurs et hébergée sur le site internet coréen SamBakZa. Ces animés sont devenus particulièrement populaires au cours de l'été 2004 quand ils furent élargis aux publics américain et européen. La série provient du Comic strip One day (coréen: 어떤날) qui a été publié de novembre 2000 à mars 2002 dans le journal Braille Le journal que nous lisons ensemble (Hangul: 함께 읽는 신문) publié par le journal coréen Hankook Ilbo. La série est reconnue pour ses éléments de style classique manhwa et son animation en haute qualité. Le premier There she is!! a reçu une grande quantité de retours positifs provenant de son public en ligne, incluant des œuvres de fans, ce qui a conduit SamBakZa à produire d'autres épisodes pour la série.
L'intrigue de la série est la romance entre un lapin anthropomorphe et un chat, dans un monde où de telles relations sont taboues. Au festival du film d'animation Anima Mundi de 2004 à Rio de Janeiro (Brésil), cette vidéo a remporté la première place dans les catégories Animation Web - Jury Professionnel et Animation Web - Audience à la fois, et a remporté le Prix spécial Web Anima Mundi.
Les droits de distribution à la série appartiennent à la Gyeonggi Digital Contents Agency (GDCA).
En août 2008, SamBakZa déménage au Production Support Center situé dans la ville de Bucheon à l'ouest de la province du Gyeonggi.
En décembre 2010, les cinq épisodes de la série ont été vus plus de onze millions de fois sur Newgrounds.
En avril 2013, les trois derniers épisodes de la série gardent une place dans le Best of All Time de Newgrounds.
En juillet 2014, les cinq épisodes restent dans le top 20 du Best of All Time de Newgrounds avec l'original 'There She Is !!' qui garde la première place. En combinant les audiences, la série a été vue plus de treize millions de fois sur Newgrounds.
En janvier 2016, SamBakZa lance une campagne de financement participatif pour un nouvel épisode dont la sortie est d'abord prévue en janvier 2017 puis reportée. Cet épisode sort finalement en 2020.

## Personnages
Doki : Doki (도키, cf. Corén tokki 토끼 "lapin") est une lapine follement amoureuse de Nabi qui considère tout le monde comme son ami. Bien que très affectueuse et gaie, elle est quelque peu obsessionnelle et prête à aller aux extrêmes pour obtenir ce qu'elle veut. Elle a l'habitude de se lier d'amitié avec les animaux et de leur mettre des écharpes vertes, similaires à celle de Nabi, autour de leur cou ou de la queue. Son compte Facebook indique que son nom de famille est Tokki et qu'elle est catholique.
Nabi : Nabi  (나비, cf. Coréen goyang'i 고양이, "chat") est un chat et l'amoureux de Doki dans l'histoire. Au début il est réticent à montrer son amour pour Doki, trouvant ses blagues ennuyeuses et craignant les répercussions sociales, mais petit à petit les tolère et lui en retourne parfois. Son compte Facebook indique que son nom de famille est Goyang'i et qu'il est catholique. Il porte une écharpe verte et semble avoir une certaine habileté dans les arts martiaux. Dans l'épisode 3, il travaille comme livreur.  Nabi  se traduit par "papillon", et est un nom couramment utilisé pour un chat en Corée du Sud.
Jjintta Set : La bande de Jjintta (찐따 세트 Jjintta Seteu, que l'on peut traduire par "Bande d'idiots") est une bande de trois lapins voyous et velus. Ce sont trois frères. Ils apparaissent comme des personnages mineurs du second épisode, mais se lient peu à peu d'amitié avec Nabi. Ses membres sont :
- Il-ho : (일호, "Numéro Un"[10]), le leader du groupe et l'aîné. Il est dans une rivalité acharnée avec Nabi et est extrêmement protecteur avec Doki. Dans l'épisode deux, il se méprend sur Nabi croyant qu'il la force à entretenir leur relation, mais il se rend compte par la suite de son erreur. On ne sait pas ce qui motive son comportement, mais la théorie la plus probable est qu'il entretient un béguin à sens unique[11], ou qu'il se considère comme un rival de Nabi depuis l'épisode 2, quand celui-ci l'a poussé puis esquivé son attaque. Dans l'épisode 5, il donne un ticket pour "Paradise" à Nabi, mais à contrecœur.

- Yi-ho : (이호 Iho, "Numéro Deux"), qui porte un bandeau sur l'œil et a le béguin pour la pianiste, Pi. Le second de la fratrie.
- Sam-ho : (삼호, "Numéro Trois"), qui porte un masque de chirurgien et semble être moins débrouillard que les autres membres de la bande. Il est le benjamin[12].

Band : Bien que leur profil ne donne aucune information à leur sujet, ils sont présents dans l'épisode 2. Le groupe est composé de Pi, une chatte pianiste, et un lapin guitariste appelé Moon.
Red Eyes : Un grand lapin portant des lunettes de soleil, et un artiste. Il est créé à l'origine comme un rival.
Hana : Hana (하나, traduit par "One", nom courant en Corée.) est une chatte, et apparaît comme la meneuse du groupe. Elle est présentée comme étant très gentille, en particulier avec Doki et Nabi, et a de l'affection et totalement confiance en son garde du corps, Pizza.
Pizza : Pizza (피짜, Pijja) est un gros chat, et le garde du corps de Hana. Il a une cicatrice visible à l’œil droit, mais son origine est inconnue.
Gray Rabbit : Gray Rabbit (회색 토끼 Hoisaek Tokki, littéralement Lapin Gris) est un gros lapin amoureux d'Hana. Il est souvent représenté portant un bouquet de fleurs. Il travaille comme ingénieur électricien.

## Épisode 1:There She Is!!
Le premier épisode de la série est publié sur le site web SamBakZa le 20 avril 2003. Sa bande son est le titre There she is!! (en coréen : 떳다! 그녀!!) de ska Coréen du groupe Witches (en coréen : 위치스).
L'intrigue se concentre sur Doki, une lapine qui rencontre, tombe amoureuse et court après Nabi, un chat, dans un monde où l'amour entre les deux espèces n'est pas socialement accepté. Le thème de cet épisode est que tout amour peut être transmis et a sa chance. Nabi tente de guérir l'engouement de Doki pour lui, mais après avoir vu l'étendue de son amour, il donne et reçoit quelque chose qu'il peut comprendre en elle.
Une version avec un titre en anglais est publiée en 2004 en raison d'une forte demande. Les noms des personnages n'ont pas été dévoilés jusqu'en 2006, en préparation des trois derniers épisodes. There She Is!! est nommé pour les deux prix Professional Award et Cyber Jury Award lors de l'édition 2004 de l'Anima Mundi Web Festival à Rio de Janeiro, au Brésil. Il les a remportés dans les deux catégories.

## Épisode 2:Cake Dance
Le second épisode de la série, Cake Dance (떳다 그녀!! step 2. - 케이크 댄스), est publié sur le site de SamBakZa le 25 février 2005. Sa bande-son est le titre de pop coréenne Happy Birthday to Me de Bulldog Mansion.
Comme son prédécesseur, il est porté par des éléments de style classique manhwa, mais comprend aussi une grande quantité de séquences entièrement animées. Nabi transporte le gâteau d'anniversaire de Doki à travers divers obstacles, comprenant une bande de lapins, la bande de Jjintta, qui l'attaquent sur l'idée fausse de Yi-ho que Nabi force Doki à rester dans leur relation.
Il est intéressant de noter qu'à la fin de l'épisode, Doki et Nabi (ainsi que le reste de la fête) sont éjectés du café, après que Doki a montré son amour en public pour Nabi. Le propriétaire du café montre clairement un préjugé contre les relations inter-espèces, en affichant un panneau "anti mariages mixtes" sur la porte. Cela laisse présager certains événements qui arriveront à l'épisode 4 de la série. À la fin, Nabi heurte une lapine plus jeune que le spectateur est amené à croire être dans la même situation que Nabi au début de l'épisode, et il lui propose de l'aider à avancer dans la rue en toute sécurité avec son gâteau.

### Easter egg
Si l'on clique sur le poisson dans la lune pendant la scène de bousculade, la bande dessinée originale mettant en vedette Doki et Nabi (intitulée Only You) suivie des remerciements de l'auteur apparaît. C'est uniquement présent dans la version anglaise de l'épisode, la version coréenne affichant ce qui semble être une capture d'une scène d'animation en Flash, vraisemblablement de l'épisode deux.
Le poisson volant devant la lune est une référence à une autre animation de SamBakZa, Fish Hot dans lequel Doki et Nabi font une apparition. Elle est actuellement officiellement indisponible en raison de problèmes de copyright avec la bande sonore, Sera par Jeo Qu-Cheon. Elle est cependant disponible sur YouTube.
Les tags sur les murs de la station de métro représentent Bulldog Mansion. En cliquant sur eux, on pointe sur un lien vers leur site (aujourd'hui disparu).

## Épisode 3:Doki and Nabi
Le troisième épisode commence une trilogie en profondeur à la suite des deux premiers épisodes. Il est diffusé en avant-première au SICAF (Seoul International Cartoon & Animation Festival) du 21 au 25 mai 2008, et mis en ligne le 30 mai. Sa bande-son est le titre de pop coréenne 3차성징 (Sam-cha Seong-jing, « troisième sexe ») de T.A.COPY.
Cet épisode présente le premier rendez-vous de Doki et Nabi. Nabi commence en recevant uniquement l'amour de Doki, mais le lui rend à mesure que leur rendez-vous approche. La bande Jjintta et leurs a-priori sont balayés quand Doki attaque Il-ho avec une embrassade, puis tourne le câlin tourne et devient semblable à une clé au cou. À la fin, Nabi invite Doki à un second rendez-vous, et leur relation fleurit dans une histoire d'amour partagée puis ils partagent leur premier baiser. Le thème du mariage mixte est plus prononcé dans cet épisode, tout comme les conséquences de leur relation : l'épisode termine avec une pierre jetée au travers de la fenêtre de Nabi.

### Easter egg
Cliquer sur le nuage en haut à droite de l'écran de chargement déclenche une nouvelle fenêtre qui se concentre sur Doki se frayant un chemin jusqu'à la maison de Nabi. Cliquer sur l'affiche noire pendant la scène avec les voisins ouvre le site de T.A.COPY dans une nouvelle fenêtre.
La scène où Doki se lie d'amitié avec le hérisson est un clin d'œil à Nausicaä de la vallée du vent de Hayao Miyazaki, dans lequel Nausicaä apprivoise Teto le renard-écureuil.
Pendant la scène où Doki pourchasse Nabi, une fois que toutes les tentatives pour capturer Nabi échouent, Doki jette une Pokeball à la tête de Nabi.

## Épisode 4:Paradise
Le quatrième épisode, intitulé « Paradise », est mis en ligne le 20 août 2008. Sa bande son est le titre de rock coréen Wolsik de Tabu de l'album A Lunar Eclipse.
Dans cet épisode, les personnages font face à une révolte sociale contre les mariages mixtes, et Doki est attaquée par une foule en colère. Elle tente de fuir jusqu'à ce que son hérisson se retourne pour faire face à ses poursuivants. Doki rebrousse chemin pour le sauver, mais est blessée et est hospitalisée. Craignant que les opposants au mariage mixte ne blesse encore Doki, Nabi stoppe brutalement leur relation, affichant un panneau anti mariage inter-espèces sur sa porte. Doki envisage de lui demander de l'accompagner au « paradis » (implicitement un lieu où les mariages inter-espèces sont acceptés), sans avoir remarqué qu'Il-ho l'espionne. 
Il-ho affronte un Nabi individualiste pour frapper ses sens littéralement, mais son action déclenche une attaque des partisans du mariage mixte qui pensent qu'il attaque Nabi. Il-ho se retourne pour partir et trouve des partisans anti-mariage mixte sur son chemin. Frustré, il traverse la foule à coups de poing, mais ne fait que frapper son frère Yi-ho par erreur. Cela provoque une émeute entre les partisans du mariage mixte et leurs opposants.
Alors que la lutte s'efface, Doki est représentée debout et pleurant sur son hérisson, qui a cessé de respirer et est probablement mort. Doki essaie de contacter Nabi, qui ne peut répondre car il est arrêté aux côtés de Il-ho au cours de la rixe. Supposant que Nabi n'est plus intéressé par elle, Doki perd tout espoir. Elle laisse tomber son portable depuis le toit de son immeuble, et décide de partir pour Paradise.
Avec un trait beaucoup plus sombre que les précédents, cet épisode est principalement en noir et blanc, avec Nabi et son écharpe verte, le rose aux joues de Doki et son nœud papillon, et les nombreux signes de protestation anti mariages mixtes en nuances de gris. Au fur et à mesure que l'épisode avance, la couleur de l'écharpe de Nabi disparaît progressivement ; quand il rompt sa relation avec Doki, son écharpe devient complètement grise. Ce recours à l'utilisation des coloris des images montre l'influence les nouveaux sponsors et du développement des capacités techniques de SamBakZa. À la fin, les marques roses des joues de Doki se décolorent aussi en gris alors qu'elle perd tout espoir que Nabi l'aime jamais.
Le site de Newgrounds a publié que l'auteur pensait que les gens n'aimeraient pas cet épisode de la série parce qu'il serait trop sérieux. Mais il a également été accepté par le public de Newgrounds, recevant un grand nombre de vues.

## Épisode Final:Imagine
Le dernier épisode de There She Is!! a fait ses débuts le 9 décembre 2008 avec le reste de la série au Cinema Joongang avec divers autres courtes animations en flash. Le site web est passé momentanément hors ligne après cette sortie en raison de la trop forte demande du public. Sa bande son est le titre Imagine de Brunch. L'introduction contient un réarrangement de la chanson anglaise traditionnelle Greensleeves appelée Greensleeves to a Ground, en raison de la référence à la couleur verte et de la pertinence des paroles. Les crédites de la fin comportent un arrangement de la musique provenance de l'original There She Is!!.
Dans cet épisode, Doki noue un ruban vert autour des branches des arbres et part pour « Paradise ». Nabi, après être sorti de garde à vue, est assis sur un banc près des distributeurs automatiques où il a rencontré Doki (qui sont maintenant complètement recouverts de graffitis). À côté de lui, un petit oiseau jaune abandonné par son propriétaire va au hasard. Nabi sauve l'oiseau d'une voiture qui passe et ils arrivent devant l'arbre dans lequel Doki a noué tous ses rubans. Comme le vent souffle, Nabi voit les dizaines de rubans verts noués aux branches, qui représentent l’espoir que tous les vœux des personnes qui attendent un changement se réalisent (en Asie, nouer un ruban sur un arbre et faire un vœu est une façon de prier les dieux). En réalisant qu'il n'est pas seul à avoir la conviction que l'amour entre chats et lapins peut être accepté, Nabi commence à poursuivre Doki, son écharpe retrouvant sa couleur verte.
Alors que Nabi court vers l'aéroport, il arrive de nouveau devant un face à face entre deux groupes pro et anti-mariage mixte. Les chefs de file pro-mariage mixte le voient et, croyant que Nabi charge le groupe anti-mariage mixte, mène leurs groupes à l'attaque. Nabi est de nouveau jeté dans une émeute quand les anti-mariages mixtes chargent. Grey Rabbit trouve Nabi et tente de l'attraper, sans succès. C'est alors que les animaux de Doki chargent, effrayant la foule et mettant rapidement fin à l'émeute. Nabi est montré courant dans l'espace dégagé, et comme il quitte l'émeute, un manifestant anti-mariage mixte est montré tombant amoureux avec un membre pro-mariages mixtes après être tombé dans ses bras, laissant voir un moment d'espoir pour la cause pro-mariages mixtes. Nabi rencontrent la bande de Jjintta sur un pont, et Il-ho lui propose le second billet de Doki pour « Paradise », ce qui montre qu'il veut que Nabi la rejoigne dans son voyage. Nabi le déchire en deux immédiatement, montrant qu'il est résolu à rester et à se battre. Voyant le changement dans le cœur de Nabi, la bande de Jjintta l'escorte jusqu'à l'aéroport, Nabi chevauchant la moto de Il-ho.
Sur la route, un feu passe au rouge. Réalisant que cela va mettre Nabi en retard, Yi-ho les devance et fait volontairement tomber sa moto, forçant le trafic routier à s'arrêter dans les deux sens. Yi-ho affiche sa joie pour ce qu'il a fait pour eux, mais un chat-policier sur une moto de Police le rattrape, poursuivant les motards. Il-ho remarque le chat-policier dans son rétroviseur, et Sam-ho s'arrête pour passer à tabac le policier avec une chaîne et une batte de baseball, au grand dam de Il-ho. Pendant qu'Il-ho et Nabi continuent, Hana et Grey Rabbit arrive dans la décapotable de Hana et se mettent à leur hauteur. Une fois que Nabi est attrapé et mis dans la voiture par Grey Rabbit, Hana contacte son garde du corps Pizza, qui est déjà à l'aéroport.
À l'aéroport, Pizza protège Dokki des manifestants des deux bords pendant que Nabi arrive. Nabi est confronté au panneau anti-mariages mixtes derrière Doki, qui clignote dans avec signe pro-mariages mixtes, représentant les manifestants combattant entre eux. Nabi ignore les panneaux et les manifestants et embrasse Doki avec tout son amour pour elle, détruisant les arguments des deux côtés (représentés par des hologrammes se désintégrant). Une fois réuni, le couple esquive les débris jetés avec des pas de danse rappelant les rêveries de Doki dans la première animation. Alors que le couple quitte l'aéroport, l'espoir pour les relations entre chats et lapin est là : Hana sourit aux fleurs que lui offre Grey Rabbit, tandis qu'un Yi-ho rougissant (et blessé) est soutenu par Lip-cat, la chatte pianiste (et Pizza utilise la tête d'un manifestant pour essuyer l’œuf écrasé sur sa main).
Comme la chanson tire à sa fin, Nabi et Doki nettoient les graffitis des distributeurs automatiques où ils se sont rencontrés pour la première fois, finissant en levant un toast entre eux. Tout près, l'arbre qui avait autrefois été couvert de rubans verts a maintenant des feuilles vertes bourgeonnant, signifiant que les rêves des gens commencent à devenir une réalité.

## Promotion
Plusieurs demandes ont été faites pour des articles There she is!!, comme des T-shirts et des DVD. SamBakZa n'a pas rendu possible la production d'articles, mais a indiqué qu'un DVD est en cours de production. Amalloc a annoncé le 4 avril 2012 qu'un DVD There She Is!! allait être produit, avec des scènes modifiées et qui pourrait contenir des bandes dessinées de TSI. Mais le projet est suspendu en raison d'autres travaux d'Amalloc, qui a ajouté qu'il envisageait de retravailler sur ce projet.

## Nouvelle Étape
Le 12 janvier 2016, après avoir publié en haute définition les 5 épisodes originaux sur Youtube, SamBakZa a lancé une Campagne Indiegogo afin de contribuer au financement d'un nouvel épisode de There she is!!. Le nouvel épisode fera principalement apparaître la bande de Jijntta, les trois lapins débraillés, et explorera leurs origines et pourquoi ils ont finalement décidés d'aider Doki et Nabi à retrouver leur amour. Son financement est maintenant terminé et a atteint son objectif.
Sur sa page de financement, SamBakZa annonce la création d'un nouvel épisode dont la sortie est annoncée en 2017, puis reportée en 2019. Ce nouvel épisode sort en 2020.

## Sources
1. ↑  (ko) « 자동등록방지를 위해 보안절차를 거치고 있습니다. », sur sambakza.net (consulté le 13 juillet 2023).
2. ↑  (es) « 2004 - Anima Mundi », sur Animemory 2004, Festival du film Anima Mundi, 2004 (consulté le 29 décembre 2015)
3. ↑  « http://www.sambakza.net/xe/BulletinBoard/9707 », sur www.sambakza.net (consulté le 5 février 2020)
4. ↑  (en) « Best Of All Times actuel : les épisodes restent dans les premières places », sur Newgrounds, 2016 (consulté le 30 octobre 2016)
5. ↑  (en) « Browse Movies », sur Newgrounds.com (consulté le 13 juillet 2023).
6. ↑  (ko-Hani) « Traduction Coréen-Anglais de lapin », sur Nate Korean Dictionary, 2015 (consulté le 2015)
7. ↑  (ko-Hani) « Traduction Coréen-Anglais de chat », sur Nate Korean Dictionary, 2015 (consulté le 2015)
8. ↑  Sur la page du personnage, si vous passez la souris sur Nabi la flèche va passer du rouge au rose.
9. ↑  Google Translate
10. ↑  (ko-Hani) « Traduction Coréen-Anglais de Numéro Un », sur Naver English Dictionary, 2015 (consulté le 2015)
11. ↑  Mais ce n'est pas vrai. http://www.sambakza.net/works_tsi/tsi_main.html#characters
12. ↑  (ko) « 자동등록방지를 위해 보안절차를 거치고 있습니다. », sur sambakza.net (consulté le 13 juillet 2023).
13. ↑  « Galeria 2004 », sur animamundi.com.br via Wikiwix (consulté le 13 juillet 2023).
14. ↑  Séquences animées à 24 images par seconde
15. ↑  3e épisode
16. ↑  Amalloc's blog
17. ↑  Crédits - Lien Youtube
18. ↑  Forum SamBakZa, 2008 (messages ayant expirés)
19. ↑  « DVD를 만들고 있습니다. - step1 수정 중입니다. », sur egloos.com (consulté le 8 octobre 2020).
20. ↑  (ko) « 자동등록방지를 위해 보안절차를 거치고 있습니다. », sur sambakza.net (consulté le 13 juillet 2023).
21. ↑  (en) « There She Is!! 6th episode 'another step' », sur Indiegogo (consulté le 8 octobre 2020).